# Discours de fin de mandat

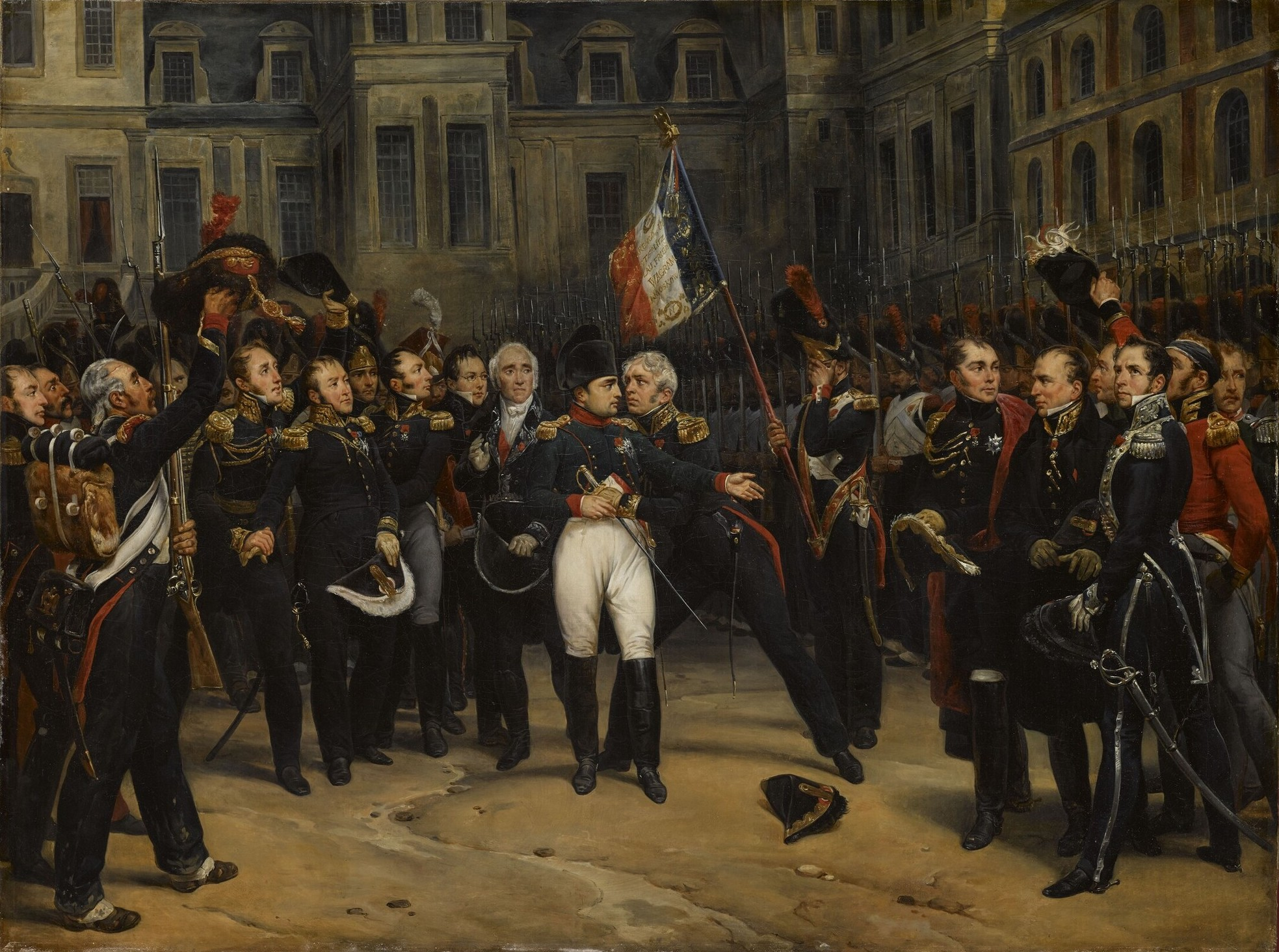
Napoléon faisant ses adieux à la vieille garde au palais de Fontainebleau, après sa première abdication (1814).

Le discours de fin de mandat (farewell address en anglais, soit « discours d'adieux ») est un discours donné par une figure politique importante au moment de prendre congé de ses pairs, ou lorsqu'elle quitte définitivement la scène politique. 
Il est devenu un rite institutionnalisé dans les pays cultivant une forte tradition démocratique.

## États-Unis
C'est devenu une tradition de la présidence des États-Unis, passage obligé et attendu pour le président sortant.
Dans l'histoire des États-Unis, le premier président à en donner un fut George Washington, devant son armée en 1783. Le plus important pour la fondation nationale fut son discours de fin de mandat de 1796, qui aborda les thèmes de la guerre, de la sécession, du partenariat politique et de la formation des alliances avec les nations étrangères. Douglas MacArthur en livra un aux accents très forts en 1951, le terminant par ces paroles : « Les vieux soldats ne meurent jamais ; ils ne font que disparaître lentement.»
Le discours de fin de mandat du président Dwight D. Eisenhower prononcé en 1961 avertit la nation de l'emprise croissante du complexe militaro-industriel sur sa structure socio-économique. Il fait aujourd'hui partie des textes fondamentaux concernant l'étude de la géopolitique américaine d'Après-guerre. Enfin, Richard Nixon s'adressa à son équipe de la Maison-Blanche avec des propos d'apaisements, alors que le climat délétère et paranoïde entourant sa démission s'était installé, il leur enjoint de ne jamais garder rancœur des évènements qu'ils ont vécus ensemble.

## France
- Le discours d'adieu du président Valéry Giscard d'Estaing, s'achevant sur un long plan sur son bureau qu'il a quitté après avoir prononcé « au revoir », reste dans la mémoire télévisuelle française.
- François Mitterrand, en raison de sa maladie, n'a pas prononcé de discours. Il a envoyé un message aux Français.
- Jacques Chirac a prononcé son discours de fin de mandat le 15 mai 2007 à 20 heures.